# Monoctonus pseudoplatani
Monoctonus pseudoplatani är en stekelart som först beskrevs av Marshall 1896.  Monoctonus pseudoplatani ingår i släktet Monoctonus och familjen bracksteklar. Arten är reproducerande i Sverige. Inga underarter finns listade i Catalogue of Life.